# 巴甫利夫卡 (庫皮揚斯克區)
49°56′24″N 37°50′48″E / 49.94000°N 37.84667°E
巴甫利夫卡（烏克蘭語：Павлівка）是位於烏克蘭東部的村莊，由哈爾科夫州庫皮揚斯克區的德沃里奇納市鎮負責管轄。該村始建於1790年，面積0.17平方公里，海拔高度90米，2001年人口12，人口密度每平方公里71人。